# Pneumatski cilindar
Pneumatski cilindar je najčešći izvršni element u pneumatskim sustavima. U principu gibanje cilindra je linijsko (translacijsko), jedino je kod zakretnih cilindara zakretno (rotacijsko). Brzina klipa obično je 1 - 2 m/s (maksimalno do 10 m/s), hod: do 2,5 m (maksimalno do 12 m – za cilindre bez klipnjače), promjer cilindra: do 500 mm, sila: do 30 kN. Stupanj korisnog djelovanja obično se kreće u granicama od 70% do 90%. Brtve obično podnose temperaturu od –20 do 200 ºC. Klip, klipnjača i košuljica su obično čelični, a za košuljicu se poneki puta koriste aluminij ili bronca.

## Vrste pneumatskih cilindara
Prema načinu djelovanja pneumatski cilindri se mogu podijeliti:
- jednoradni
- dvoradni
- posebne izvedbe:

- tandem
- višepoložajni
- teleskopski
- bez klipnjače (najčešće magnetni)
- udarni

Pneumatski cilindri mogu biti jednoradni i dvoradni. Jednoradni cilindri vrše koristan rad samo u jednom smjeru, a dvoradni u oba smjera: guraju i vuku. Dvoradni cilindar ponekad ima dvostranu klipnjaču (prolaznu) i jednaku korisnu površinu obje strane klipa.
Prema izvedbi pneumatski cilindri mogu biti klipni i membranski. U shemama se za obje izvedbe koristi isti simbol.
Dijelovi cilindra su: plašt cilindra (košuljica), klip, klipnjača, stražnji poklopac, prednji poklopac (kroz koji prolazi klipnjača), vodilica ili stezni prsten, brtva, brtva O-prsten, šipka za spajanje, matice za spajanje.

### Jednoradni pneumatski cilindar
Jednoradni pneumatski cilindar vrši koristan rad samo u jednom smjeru, priključak zraka nalazi se samo na prednjoj strani, povratno kretanje najčešće se ostvaruje oprugom (ona ograničava maksimalni hod klipa otprilike na 100 mm) ili težinom tereta. Neki puta povratno kretanje ostvaruje se stražnjim priključkom na reducirani tlak (regulacijski ventil) ili na spremnik zraka (˝zračni jastuk˝), a stražnja komora tada nema otvor prema atmosferskom tlaku. Koriste se za pritezanje i izbacivanje izratka, utiskivanje (žig), dodavanje, pomicanje itd., kad nije bitna brzina povratnog kretanja klipa. Za upravljanje jednoradnim cilindrom koriste se 3/2 razvodnici (3 priključka / 2 položaja).

### Membranski pneumatski cilindar[1]
U odnosu na klipne, membranski cilindri omogućavaju veće sile uz kraće hodove i niže frekvencije rada. Postoje dvije izvedbe membrane, tanjurasta i ˝putujuća˝. Pretežno se koriste jednoradni membranski cilindri i to s tanjurastom membranom. Takav cilindar izvodi se za sile do 400 kN (tandem izvedba) uz hod od maksimalno 80 mm. Maksimalni hod cilindra s ˝putujućom˝ membranom iznosi oko 200 mm.

### Dvoradni pneumatski cilindar
Dvoradni pneumatski cilindar vrši koristan rad u oba smjera (guraju i vuku), a priključci za zrak (prednji i stražnji) nalaze se s obje strane klipa. Za pokretanje klipa stlačeni zrak dovodi se u komoru s jedne strane klipa, a istovremeno se komora na suprotnoj strani mora rasteretiti (odzračiti, odnosno spojiti s atmosferom). Za upravljanje dvoradnim cilindrom koriste se 4/2 ili 5/2 razvodnici. Promjeri klipa kreću se otprilike u granicama od 5 do 500 mm.

### Pneumatski cilindar s dvostranom (prolaznom) klipnjačom
Klipnjača se nalazi s obje strane cilindra, jednake su površine (S1 = S2) na prednjoj i stražnjoj strani, a isto tako i sile (F1 = F2) i brzine kretanja klipa (v1 = v2) u oba smjera. 

### Pneumatski cilindar s ublaživačima udara
Pneumatski cilindar s ublaživačem udara (s odbojnikom, s prigušenjem u krajnjem položaju) prigušuje strujanje zraka pri kraju kretanja klipa, kako bi se u krajnjem položaju izbjegli udari klipnjače. Klip nosi manji klip, koji pri kraju hoda zatvara odvod zraka, pa se do kraja hoda zrak odvodi užim kanalom, preko prigušnice (zračni amortizer).

### Pneumatski tandem cilindar
Dva cilindra (i dva klipa) koriste istu klipnjaču. Uz isti hod i promjer, povećava se sila. Pri tome i klipnjača mora biti šira (čvršća).

### Pneumatski cilindar s više položaja
To je serijski spoj dva cilindra koji se dodiruju stražnjom stranom. U slučaju jednakog hoda, moguća su 3 različita položaja, inače 4.

### Pneumatski teleskopski cilindar
Pneumatski teleskopski cilindar koristi se kad je potreban dugi hod klipnjače. On se sastoji od više cilindara, koji su smješteni jedan unutar drugog, pa se izvlače kližući jedan po drugome. 

### Pneumatski cilindar bez klipnjače
Pneumatski cilindri s klipnjačom zahtijevaju povećanu duljinu za ugradnju radi izvlačenja klipnjače. Kod cilindara bez klipnjače ta povećana duljina nije potrebna, zato se oni sve češće koriste. Za pomicanje tereta imaju vanjski klizač, a često i vodilice za njega. Omogućavaju posebno duge hodove klipa odnosno pomake, do 12 metara.

### Magnetski pneumatski cilindar
Magnetski pneumatski cilindar silu klipa prenosi na vanjski klizač putem trajnih magneta. Pneumatski sustav je zatvoren i neosjetljiv na nečistoće. Opterećenje je ograničeno maksimalnom silom magneta. Prekoračenjem te sile klizač sklizne, pa preopterećenje nije dopušteno.

### Pneumatski cilindar s uzdužnim prorezom
Pneumatski cilindar s uzdužnim prorezom ima klip znatne duljine koji u izvjesnoj mjeri može preuzeti poprečna opterećenja i momente. Za prijenos sile cilindar ima uzdužni prorez kroz koji se kreće odgovarajući zub klizača. Zub je s vanjske strane pomoću ploče čvrsto vezan za šipku klipa. S vanjske i unutrašnje strane zuba prolazi po jedna čelična traka za brtvljenje proreza cilindra. Elastičnim brtvenim elementom ove se dvije trake pritišću jedna uz drugu na prednjem i stražnjem kraju klipa. Zbog brtvljenja javljaju se pri pomicanju klipa znatne sile trenja.

### Pneumatski cilindar s trakom ili užetom
Pneumatski cilindar s trakom ili užetom ima klip vezan na čeličnu traku ili uže umjesto klipnjače. Sila se na klizač prenosi pomoću trake (užeta) preko odgovarajućih kolotura. Gubici propuštanja kroz brtve za traku (uže) relativno su veliki.

### Pneumatski udarni cilindar
Pneumatski udarni cilindar koristi se kad je potrebno ostvariti udarno djelovanje (kovanje, zakivanje, utiskivanje i slično). Karakteristika ovih cilindara je masivni klip bez klipnjače koji na jednom kraju hoda udara u alat. Svojim kretanjem naprijed-nazad klip naizmjenično otvara i zatvara dva aksijalna provrta u cilindru. Time se kroz provrte naizmjenično odzračuje prednja i stražnja komora cilindra. To dovodi do naizmjeničnih promjena tlaka koje prebacuju položaj ventila za napajanje (bistabil). Tako se kroz taj ventil tlak napajanja naizmjenično dovodi u prednju i stražnju komoru, što dovodi do oscilatornog kretanja klipa naprijed-nazad.

### Pneumatski zakretni cilindar
Pneumatski zakretni cilindar ili cilindar za kružno gibanje ostvaruje ograničeno (njihajuće) kružno gibanje (okretanje, uvrtanje i sl.). Simbol zakretnog cilindra je polukrug, čime se simbolizira ograničeno kružno gibanje.

### Pneumatski cilindar sa zupčastom letvom
Dio klipnjače dvoradnog cilindra izveden je kao zupčasta letva, pomoću koje se pomak klipa pretvara u kružno gibanje zupčanika i izlaznog vratila. Cilindri sa zupčastom letvom izvode se za maksimalno dva zakreta vratila.

### Pneumatski cilindar sa zakretnom pločom
Ovaj cilindar izgleda poput lamelnog pneumatskog motora s jednom lamelom (zaokretnom pločom, krilom). Zakretna ploča ima brtvu prema cilindru, a vezana je na vratilo. Zakretanje se ostvaruje dovođenjem stlačenog zraka s jedne ili druge strane ploče. Mogući kut zakreta vratila redovito je manji od 360º.